# Lauterbacher Anzeiger
Der Lauterbacher Anzeiger ist eine von Montag bis Samstag erscheinende regionale Tageszeitung für die Stadt Lauterbach und den gleichnamigen Altkreis im Vogelsbergkreis in Hessen. Die Lokalredaktion und die Sportredaktion befinden sich in Lauterbach, während der Mantelteil vom Gießener Anzeiger übernommen wird. Zusammen mit diesem sowie der Oberhessischen Zeitung, dem Kreis-Anzeiger, dem Gelnhäuser Tageblatt und dem Usinger Anzeiger gehört der Lauterbacher Anzeiger zur Zeitungsgruppe Zentralhessen. Die verkaufte Auflage beträgt 4527 Exemplare, ein Minus von 35,6 Prozent seit 1998.

## Geschichte
Der heutige Lauterbacher Anzeiger erschien erstmals am 4. Januar 1834 als Lauterbacher Wochenblatt mit dem Untertitel zur Belehrung, Erheiterung und Benachrichtigung. Gründer und erster Herausgeber war Johannes Meyer, der aus Büdingen stammte. Zu Ende des Jahres 1848 erhielt das Blatt seinen heutigen Namen Lauterbacher Anzeiger. Zugleich erschien neben der bisherigen Samstagsausgabe erstmals eine Ausgabe am Mittwoch. 1871 verkaufte Johannes Meyer die Zeitung an seinen Mitarbeiter Heinrich Mey. Ab den 1880er Jahren nahm die lokale Berichterstattung stetig zu, nachdem in den ersten Jahrzehnten fast ausschließlich amtliche Bekanntmachungen und überregionale Neuigkeiten veröffentlicht worden waren.
Nach dem Kauf einer Schnellpresse durch den Verleger im Jahr 1899 wurde der Umfang der Zeitung deutlich ausgeweitet, auch erschienen erstmals regelmäßig Bilder. Ab Juli 1891 erschien der Lauterbacher Anzeiger dreimal wöchentlich (Montag, Mittwoch, Samstag). 1909 übernahm Friedrich Ehrenklau aus Alsfeld Druckerei und Verlag. Ab dem 1. Januar 1910 erschienen vier Ausgaben pro Woche. Im Ersten Weltkrieg stieg die Auflage auf rund 5.000 Exemplare. Auch wurden Extrablätter herausgegeben. Ab dem 1. Juli 1919 erschien der Lauterbacher Anzeiger täglich. 1928 wurde als Nebenausgabe der Fuldaer Anzeiger gegründet, dessen Zielgruppe die protestantische Bevölkerungsminderheit im überwiegend katholischen Landkreis Fulda war. Er wurde allerdings bereits nach kurzer Zeit wieder eingestellt.
Der in der Zeit des Nationalsozialismus „gleichgeschaltete“ Lauterbacher Anzeiger stellte mit der Besetzung der Stadt durch die US-Armee am 29. März 1945 sein Erscheinen ein. Da der Verleger Ferdinand Ehrenklau 1937 in die NSDAP eingetreten war, untersagte die amerikanische Militärregierung ein Wiedererscheinen der Zeitung. Stattdessen erschien im Landkreis Lauterbach die Oberhessische Volkszeitung als Lokalausgabe der Fuldaer Volkszeitung, der einzigen zugelassenen regionalen Lizenzzeitung. Erst nach der Aufhebung der Lizenzpflicht konnte am 28. September 1949 die erste Nachkriegsausgabe des Lauterbacher Anzeiger erscheinen. Der überregionale Nachrichtenteil wurde fortan vom Gießener Anzeiger übernommen.
1967 verpachtete die Verlegerfamilie Ehrenklau die Zeitung an das Druck- und Pressehaus Brühl in Gießen, die Muttergesellschaft des Gießener Anzeiger. Hier wurde die Zeitung fortan auch gedruckt, ab 1972 dann in Alsfeld. Die Auflage betrug damals 3.100 Exemplare. Im Juni 1989 wurde der lokale Konkurrent Oberhessische Volkszeitung mit zuletzt noch 1.200 Lesern übernommen. Der Untertitel lautet seither Vogelsberger Nachrichten – Oberhessische Volkszeitung. Seit Oktober 2002 erscheint der Lauterbacher Anzeiger durchgehend in Farbe. Im Juli 2006 wurde er mit der im benachbarten Alsfeld erscheinenden Oberhessischen Zeitung in der Verlagsgesellschaft Vogelsberg GmbH & Co. KG zusammengeführt.

## Verbreitung
Das Verbreitungsgebiet entspricht dem im Rahmen der Gebietsreform in Hessen am 1. August 1972 aufgelösten Landkreis Lauterbach.

## Auflage
Der Lauterbacher Anzeiger hat wie die meisten deutschen Tageszeitungen in den vergangenen Jahren an Auflage eingebüßt. Die verkaufte Auflage ist in den vergangenen 10 Jahren um durchschnittlich 2,8 % pro Jahr gesunken. Im vergangenen Jahr hat sie um 6,9 % abgenommen. Sie beträgt gegenwärtig 4527 Exemplare. Der Anteil der Abonnements an der verkauften Auflage liegt bei 92,4 Prozent.
| 1998 | 1999 | 2000 | 2001 | 2002 | 2003 | 2004 | 2005 | 2006 | 2007 | 2008 | 2009 | 2010 | 2011 | 2012 | 2013 | 2014 | 2015 | 2016 | 2017 | 2018 | 2019 | 2020 | 2021 | 2022 | 2023 | 2024 |
| ---- | ---- | ---- | ---- | ---- | ---- | ---- | ---- | ---- | ---- | ---- | ---- | ---- | ---- | ---- | ---- | ---- | ---- | ---- | ---- | ---- | ---- | ---- | ---- | ---- | ---- | ---- |
| 7029 | 7020 | 6994 | 7041 | 6913 | 6665 | 6598 | 6605 | 6534 | 6508 | 6412 | 6345 | 6251 | 6215 | 6187 | 6104 | 6022 | 5945 | 5839 | 5721 | 5610 | 5473 | 5396 | 5279 | 5047 | 4863 | 4527 |